# NGC 4975
NGC 4975 је лентикуларна галаксија у сазвежђу Девица која се налази на NGC листи објеката дубоког неба.
Деклинација објекта је - 5° 1' 3" а ректасцензија 13h 7m 50,3s. Привидна величина (магнитуда) објекта NGC 4975 износи 13,9 а фотографска магнитуда 14,9. NGC 4975 је још познат и под ознакама MCG -1-34-2, PGC 45492.